# Théâtre de l’Ambigu-Comique

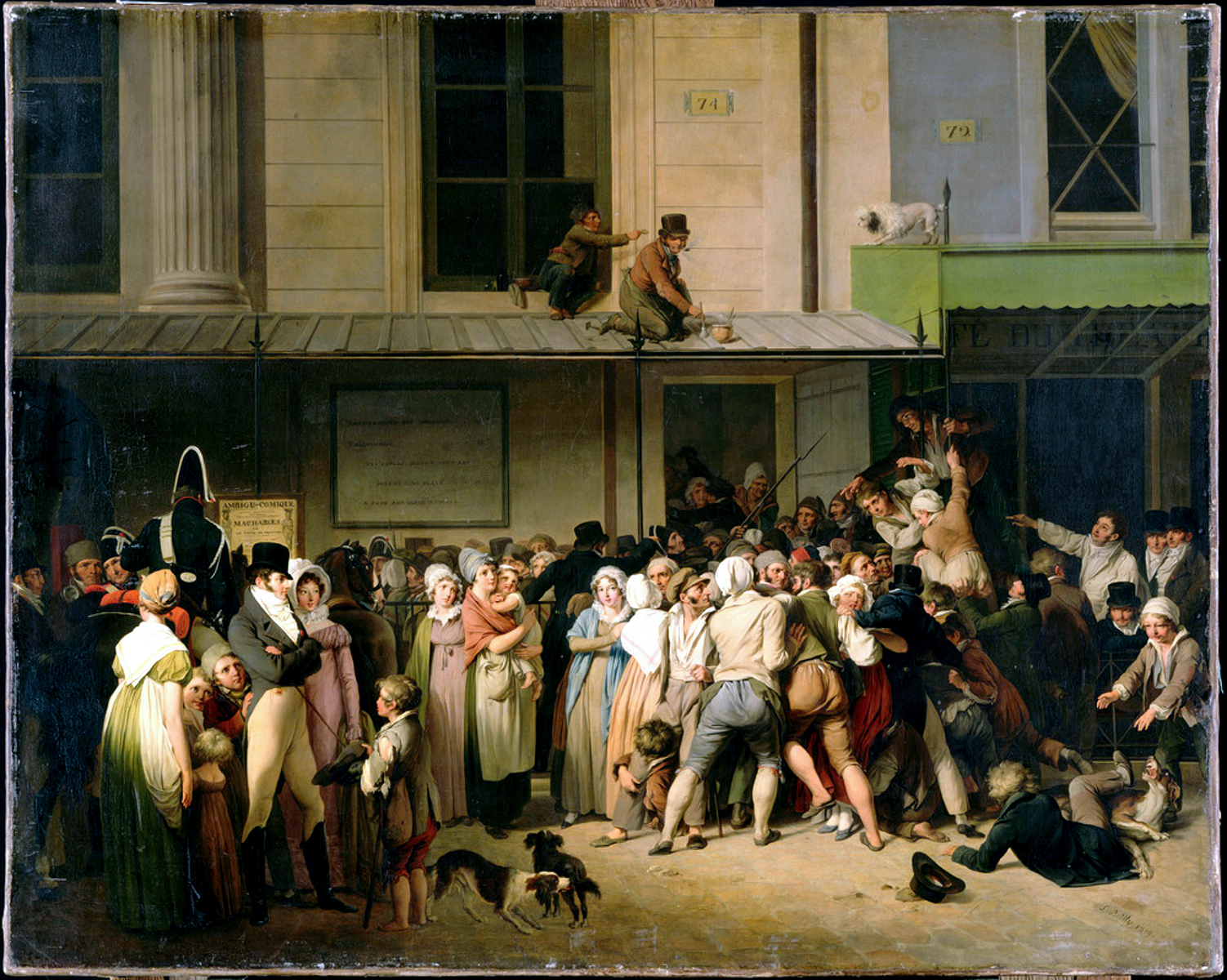
Arbeiterpublikum vor dem Theater anlässlich einer Gratisvorstellung. Louis-Léopold Boilly (1819)

Das Théâtre de l’Ambigu-Comique war ein am 9. Juli 1769 eröffnetes Theater am Boulevard du Temple in Paris mit damals 1800 Plätzen. Erbaut wurde es von dem in Paris lebenden Kölner Architekten Jakob Ignaz Hittorff und Nicolas Médard Audinot.

## Gründung
Audinot, ein ehemaliger Darsteller der Opéra-Comique um Charles-Simon Favart, hatte sich als Marionettenspieler auf den Jahrmärkten selbständig gemacht. Auf dem Jahrmarkt Saint-Germain hatte er mit diesen Darbietungen einigen Erfolg errungen.
Bei seiner Gründung hieß Audinots Unternehmen Comédiens de bois („Hölzerne Komödianten“). Weil das Repertoire vom Marionettenspiel auf Pantomime, Akrobatik, Kinderballett, kleine Schauspiele, Vaudeville und Opéra-comique ausgedehnt wurde, wurde ein festes Haus gebaut und die Institution in Ambigu-Comique (ungefähr „mehrfach komödiantisch“) umbenannt. Vor allem das Kinderballett war sehr erfolgreich.

## Verbote und neue Konkurrenz

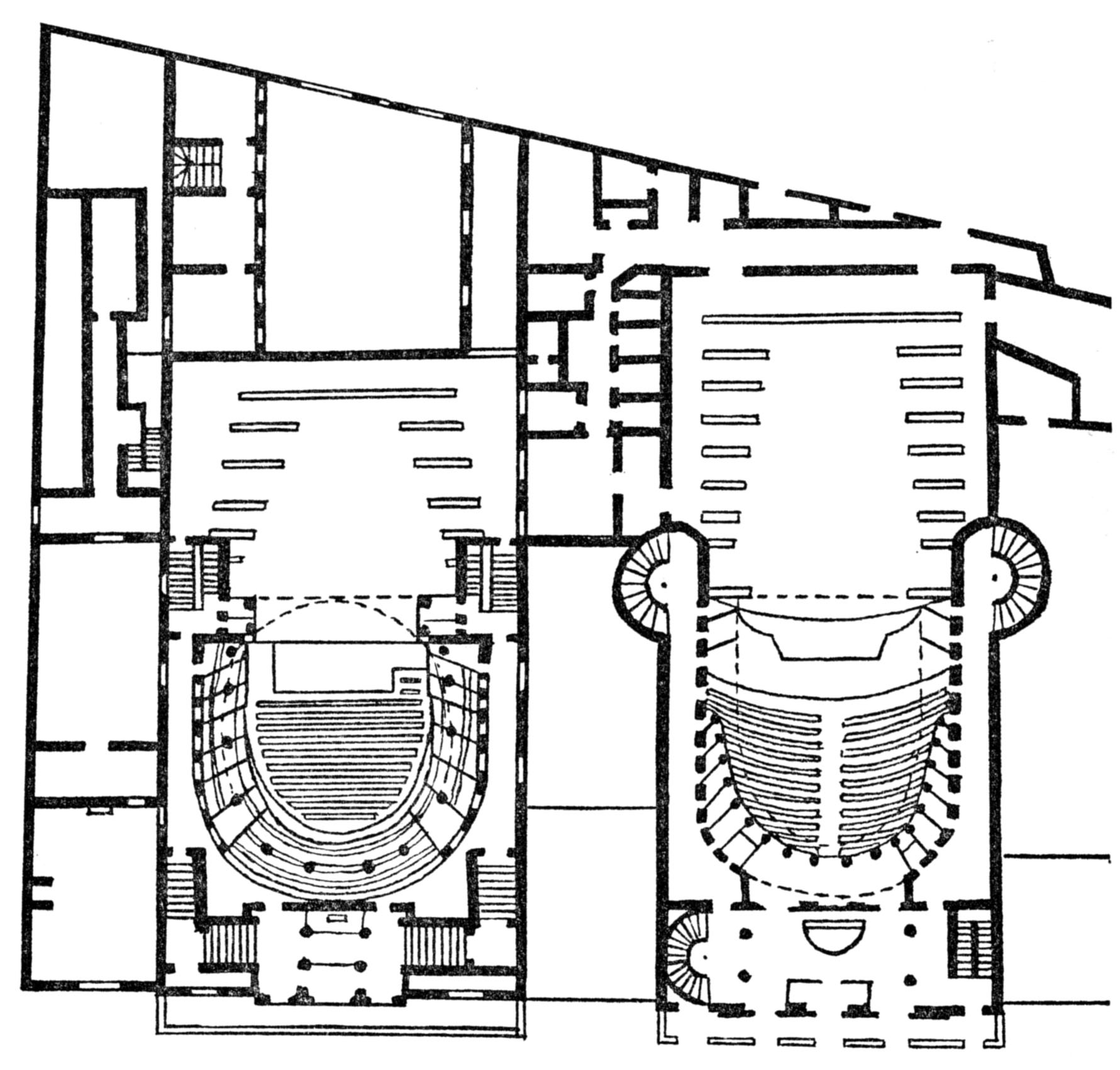
Grundriss des Theaters links neben dem Théâtre de la Gaîté

Da Audinot zu den vom König privilegierten Theatern in Konkurrenz trat, hatte er mit Verboten zu kämpfen. 1771 wurden ihm Gesang und Tanz auf der Bühne und ein Orchester mit mehr als vier Musikern untersagt, weil das Theater mehr Publikum anzog als die Pariser Oper. Audinot einigte sich mit der Oper nach diversen Auseinandersetzungen 1780 auf eine Lizenzzahlung, damit ihm ein eingeschränktes Spektrum musiktheatralischer Aufführungen erlaubt war. Die Comédie-Française und das Théâtre-Italien andererseits bestanden auf ihrem Privileg, die Stücke mit gesprochenen Dialogen zu kontrollieren.
Trotz dieser Hindernisse gelang es Audinot, sein Theater 1786 zu vergrößern. Nun wurden die modischen romantisch-historischen Feerien aufgeführt, wie La Belle au bois dormant (Dornröschen), Le Masque de fer, La Forêt-Noire, Le Capitaine Cook. Sie waren Vorformen des Melodrams ebenso wie des klassischen Balletts. 
Das Théâtre de l’Ambigu-Comique schrieb zudem Theatergeschichte, indem hier im Jahr 1797 ein Stück von Guilbert de Pixérécourt, der zusammen mit Louis-Charles Caigniez und Victor Ducange als Begründer des modernen Melodramas gilt, aufgeführt wurde.
Infolge des Erlasses der Theaterfreiheit von 1791 traten viele neue Konkurrenten in Erscheinung, sodass das Ambigu-Comique um seine Existenz kämpfen und 1799 schließen musste.

## Neubau am Boulevard Saint-Martin

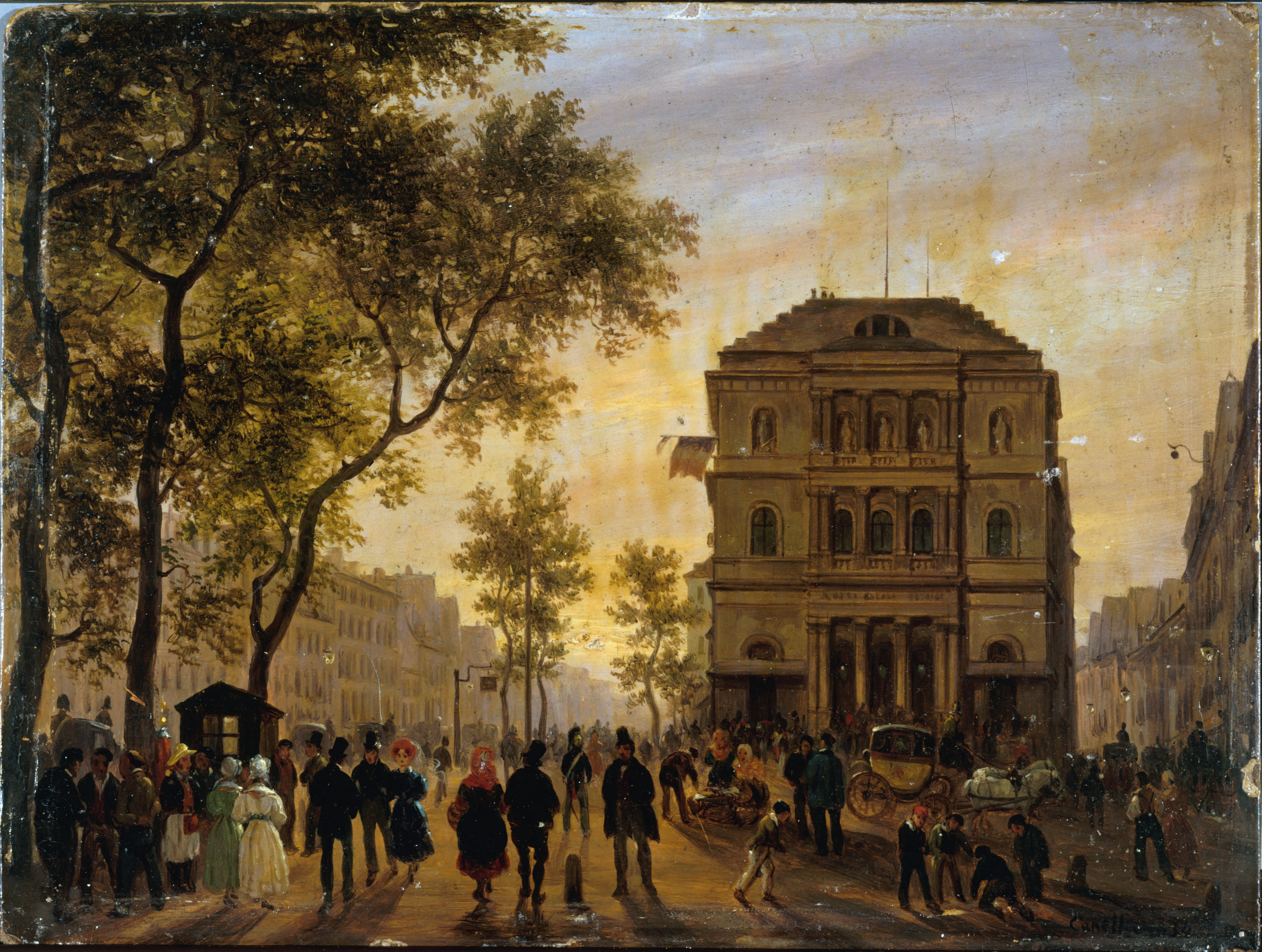
Der Neubau auf dem Boulevard Saint-Martin

Das Ambigu-Comique brannte 1827 ab und wurde nun auf dem Boulevard Saint-Martin wiederaufgebaut, der westlichen Verlängerung des Boulevard du Temple, und es stand nun neben dem Théâtre de la Porte Saint-Martin. Dort florierte es das ganze 19. Jahrhundert hindurch mit Melodramen, Vaudevilles und weiteren populären Attraktionen. Hier war Fürst Florestan I. von Monaco als Schauspieler engagiert (bevor er seine Regierung antrat und die Staatsfinanzen mit einem Casino sanierte), und der Komponist Jacques Offenbach spielte im Orchester. 
Am Ort des alten Theaters wurde 1832 das Théâtre des Folies-Dramatiques gebaut. Aufgrund seiner Lage überstand das neue Ambigu-Comique als eines der wenigen großen Theater die Zerstörung des Boulevard du Temple durch die Umgestaltung der Pariser Boulevards unter der Leitung von Georges-Eugène Haussmann.  
Das 20. Jahrhundert mit seinen neuen Unterhaltungsmedien führte zum Niedergang. In den 1920er Jahren diente das Theater zeitweilig als Kino. 1954 wurde es durch den Schauspieler Christian Casadesus kurzfristig wiedereröffnet. Man spielte dort zeitgenössische Dramatiker wie Roger Vitrac. 1966 wurde es trotz zahlreicher Proteste geschlossen und abgerissen.